# Mazerat-Aurouze
Mazerat-Aurouze ist eine französische Gemeinde mit 190 Einwohnern (Stand: 1. Januar 2022) im Département Haute-Loire in der Region Auvergne-Rhône-Alpes. Sie gehört zum Arrondissement Brioude und zum Kanton Pays de Lafayette. 

## Geographie
Mazerat-Aurouze liegt etwa 30 Kilometer nordwestlich von Le Puy-en-Velay am Senouire. 
Umgeben wird Mazerat-Aurouze von den Nachbargemeinden Chassagnes im Nordwesten und Norden, Sainte-Marguerite im Norden, Josat im Nordosten, Jax im Osten und Südosten, Chavaniac-Lafayette im Süden, Saint-Georges-d’Aurac im Süden und Westen sowie Paulhaguet im Westen und Nordwesten.

## Bevölkerungsentwicklung
| Jahr                       | 1962 | 1968 | 1975 | 1982 | 1990 | 1999 | 2006 | 2012 | 2020 |
| Einwohner                  | 306  | 269  | 232  | 215  | 215  | 198  | 192  | 214  | 196  |
| Quellen: Cassini und INSEE |      |      |      |      |      |      |      |      |      |

## Sehenswürdigkeiten
- Kirche Saint-Pierre-ès-Liens in Mazerat, Monument historique, ursprünglich Priorei
- Kapelle Saint-Jérôme in Aurouze
- Kapelle La Brequeuille